# Gonomyia (Gonomyia) dasyphallus
Gonomyia (Gonomyia) dasyphallus is een tweevleugelige uit de familie steltmuggen (Limoniidae). De soort komt voor in het Neotropisch gebied.